# Carrozzeria Viotti
La Carrozzeria Viotti è stata una carrozzeria automobilistica italiana attiva dal 1921 al 1964. Il marchio è stato successivamente ripreso da parte di un gruppo imprenditoriale piemontese.

## La storia
Nel 1921 Vittorio Viotti fondo insieme ad un socio, un certo Tolfo, la carrozzeria "Viotti & Tolfo" in una piccola officina a Torino, dove potevano meglio intercettare gli autotelai dei numerosi produttori torinesi, come Fiat e Lancia.
Verso la metà degli anni venti, la Viotti & Tolfo depositò il brevetto per la "carrozzeria Clairalpax" che ebbe grande successo per l'eccellente luminosità dell'abitacolo. Si trattava di un'innovazione che prevedeva la sostituzione dei massicci montanti-porta in legno, di collegamento tra la linea di cintura e la capote e sostenenti le finestrature delle automobili, con sottili montanti in alpacca che permettevano un consistente aumento delle superfici vetrate.
Grazie a questi guadagni nel 1931 la società cambiò nome in "Carrozzeria Viotti SA" e si trasferì in un capannone più grande in corso Stupinigi per soddisfare le crescenti richieste, soprattutto grazie agli autotelai Fiat. A metà anni '30 inoltre Viotti realizza anche diverse carrozzerie speciali su autotelai sportivi disegnate da Mario Revelli di Beaumont.

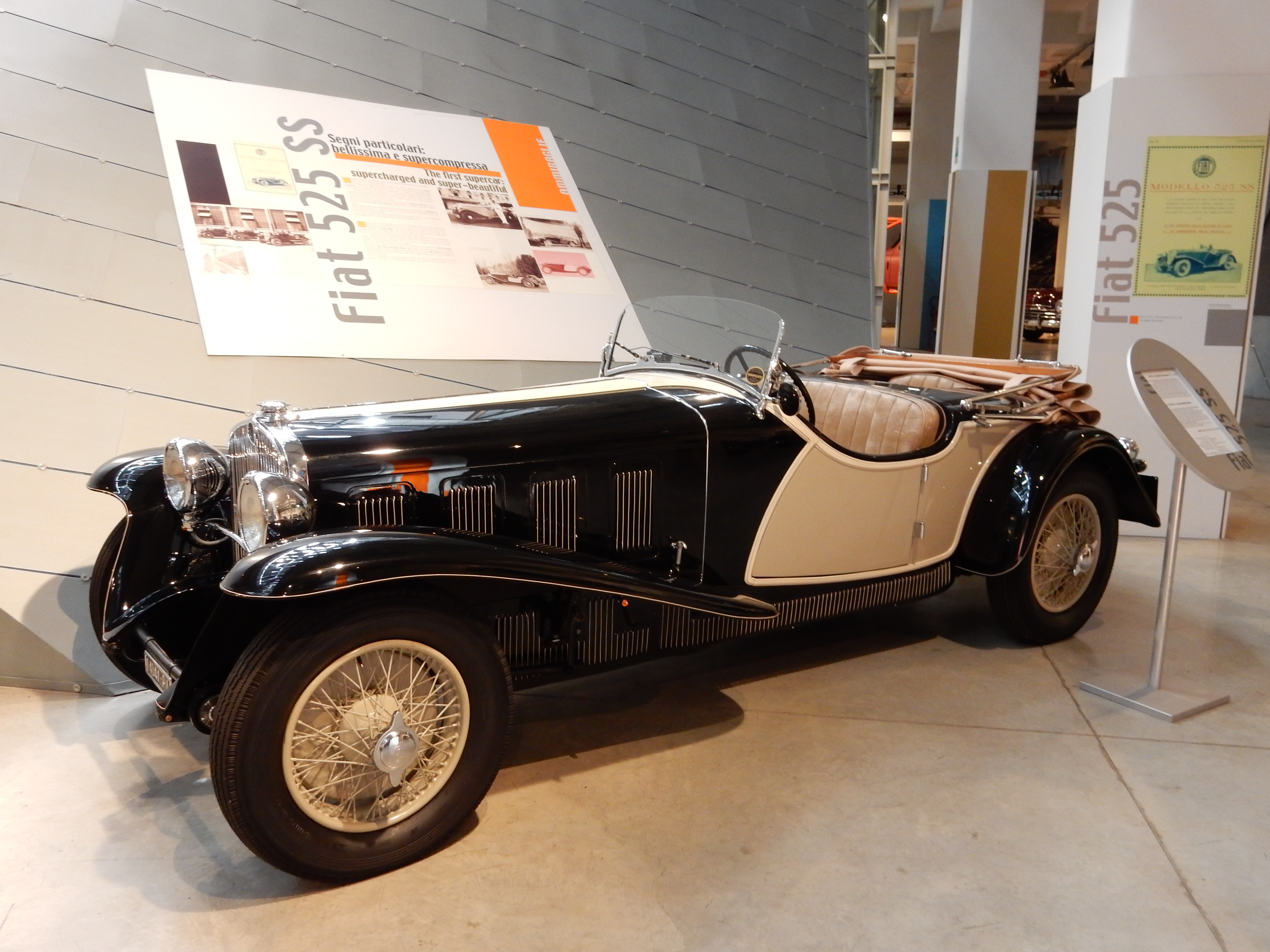
La Fiat 525 SS spider Viotti del 1931

A questo periodo risalgono due dei più importanti frutti della collaborazione tra Viotti e Revelli, la Fiat 525 SS, una spider bicolore basata sulla più sportiva Fiat del periodo, e l'Isotta Fraschini 8A S pubblicitaria Martini, una coupé aerodinamica, realizzata a scopo pubblicitario per l'azienda di alcolici, che inglobava nella coda una grande bottiglia di liquore. Sempre sulla base dell'Isotta Fraschini 8A S Viotti realizza una cabriolet blu con interni rossi espressamente per Gabriele d'Annunzio, vettura ancora oggi conservata al Vittoriale.
Allo scoppio della guerra l'azienda si dedicò alla costruzione di autoveicoli ad uso militare ed ambulanze prima che lo stabilimento venisse distrutto dai bombardamenti alleati su Torino. Subito dopo la guerra, nel 1946, l'azienda si trasferì in un nuovo stabilimento in corso Bramante, sempre a Torino, ed è lì che l'azienda rimase fino alla chiusura nel 1964.
L'azienda riveste una grande importanza nella storia dell'automobile per aver creato nel 1946, su disegno di Mario Revelli di Beaumont, la Fiat 1100 Giardinetta che segnò la nascita in Italia della moderna station wagon; soluzione poi replicata anche su autotelai Lancia e Alfa Romeo. Da ricordare la station wagon su base Fiat 1100/1200, battezzata Sleeping per la possibilità di ribaltare i sedili fino a ricavare uno spazio per dormire. Le ultime realizzazioni originali in piccola serie furono le Fiat 1300/1500 Giardinetta che non ebbero il successo sperato, anche per il fatto che la FIAT, pochi mesi dopo il lancio della berlina, decise di produrre una propria versione familiare del modello proponendola a costi inferiori e limitando così la produzione di giardinette Viotti ad appena 50 esemplari tra 1300 e 1500.
A quel punto la produzione si divideva tra "giardiniere" e "giardinette metalliche", cabriolet ed elaborazioni di vetture di serie. Infatti la Viotti stava abbandonando lentamente la costruzione di vetture uniche e per dedicarsi, come altre carrozzerie orfane degli autotelai, ad "americanizzare" vetture di serie, come Fiat 600 e Lancia Appia, dotandole di cromature e altri accessori in voga in quel periodo al di là dell'Atlantico.
Dopo la morte di Vittorio Viotti nel 1956 la carrozzeria fu travolta dalla crisi che investì i produttori di vetture derivate e chiuse definitivamente i battenti nel 1964.

## Riutilizzo del marchio Viotti
Nel 2012 il costruttore automobilistico cinese Zhejiang Jonway Automobile (Jonway) acquisì il marchio “Viotti” e insieme ad imprenditori italiani e inglesi venne fondata una nuova società con sede a Rivoli in provincia di Torino. La nuova azienda é specializzate nella progettazione di veicoli ibridi, e nell'ingegnerizzazione di auto sportive. Emanuele Bomboi venne nominato capo del design. Successivamente l’azienda viene ceduta dalla Jonway a una cordata di investitori italiani. Nel 2014 Viotti acquisisce il marchio americano Willys e viene fusa con la Fabbrica Italiana Maggiora di Carmagnola: la nuova società permette la progettazione e la produzione in serie di vetture in piccola serie. Al Motor Show di Bologna nel dicembre del 2014 viene presentata la "Willys AW380 Berlinetta", concept car ispirata all'originale Willys Interlagos, una Alpine A108 assemblata dalla Willys in Brasile su licenza Alpine-Renault. Tale modello rimarrà allo stadio di prototipo a causa del fallimento della Fabbrica Italiana Maggiora.

## Vetture realizzate da Viotti
Viotti ha realizzato delle carrozzerie speciali per i seguenti modelli:
- Fiat 525 SS
- Alfa Romeo 6C
- Alfa Romeo 8C 2300 Coupé
- Lancia Dilambda
- Lancia Augusta berlina fuoriserie Viotti del 1933
- Fiat 508 Balilla
- Lancia Aprilia Coloniale
- Fiat 1100 Giardinetta
- Lancia Aurelia B51 Giardinetta
- Fiat 600 Coupé
- Lancia Appia Giardinetta
- Bristol 407